# Leichtathletik-Europameisterschaften 2028
Die 28. Leichtathletik-Europameisterschaften sollen im Sommer 2028 in der polnischen Stadt Chorzów (Woiwodschaft Schlesien) stattfinden. Die Austragung der Wettkämpfe ist im Stadion Śląski geplant. Am Rande der Leichtathletik-Team-Europameisterschaft 2021 Ende Mai in Chorzów unterzeichneten Vertreter des europäischen Verbandes European Athletic Association, des Polnischen Leichtathletikverbandes Polski Związek Lekkiej Atletyki (PZLA) und der Woiwodschaft Schlesien ein Dokument über die Absicht der Region, die Leichtathletik-EM 2028 auszurichten. Es ist das erste Mal, dass Leichtathletik-Europameisterschaften in Polen stattfinden sollen. Die Woiwodschaft Schlesien hatte sich mit Katowice für die Europameisterschaften 2024 beworben, diese wurden aber an die italienische Hauptstadt Rom vergeben.